# Critoxena agraphopis
Critoxena agraphopis är en fjärilsart som beskrevs av Edward Meyrick 1930. Critoxena agraphopis ingår i släktet Critoxena och familjen förnamalar. Inga underarter finns listade i Catalogue of Life.